# Remigia latiorata
Remigia latiorata är en fjärilsart som beskrevs av W. Warren 1913. Remigia latiorata ingår i släktet Remigia och familjen nattflyn. Inga underarter finns listade.